# Carol Speed
Carolyn Ann Stewart (14 de março de 1945 — 14 de janeiro de 2022), mais conhecida como Carol Speed, foi uma atriz, cantora e escritora americana. Speed era mais conhecida por seus papéis em filmes do movimento blaxploitation, especialmente em seu papel como Abby Williams no filme de terror Abby (1974), da  American International Pictures.

## Biografia

### Infância e educação
Carolyn Ann Stewart nasceu em 14 de março de 1945, em Bakersfield, Califórnia, filha de Cora Valrie Stewart (nascida Taylor) e Freddie Lee Stewart. Durante a infância, foi criada em San José. Speed começou a atuar ainda jovem. Aos 12 anos, recebeu seu primeiro papel como atriz na produção da San Jose Light Opera por "The King & I". Durante sua juventude, ela fez parte de um grupo de canto junto a dois de seus primos. Speed frequentou a escola William C. Overfelt, onde foi eleita a "Melhor de Todos" em sua classe sênior. Ela se formou em 1963. Speed detém a distinção de ser a primeira rainha do baile afro-americana no condado de Santa Clara, bem como foi uma das primeiras mulheres afro-americanas a receber uma bolsa de estudos no American Conservatory Theatre em São Francisco, Califórnia.

### Carreira
Speed começou sua carreira como cantora, exercendo a função de vocal de apoio em shows de Bobbie Gentry durante sua passagem pelo Harrah's Club em Reno, Nevada. A carreira de Speed na televisão começou em 1970, quando ela conseguiu um papel de coadjuvante como Clara Dormin em um episódio da série Julia, da NBC, também estrelada por Diahann Carroll . Speed apareceu em vários comerciais de televisão durante a década de 1970.
De 1970 a 1972, Speed participou de outros filmes e séries de televisão, como Sanford and Son, The Psychiatrist e Days of Our Lives . Em 1972, Speed fez sua estreia no cinema, em The New Centurions, atuando como Martha, uma prostituta. Speed interpretou Mickie no filme The Big Bird Cage, de Jack Hill, ao lado de Pam Grier e Sid Haig. Em 1973, Speed estrelou ao lado de Max Julien como Lulu, no filme The Mack. Em 1974, Speed interpretou Abby Williams, esposa de um ministro que se torna possuída por um espírito de um maligno no filme de terror Abby, de William Girdler.
Em 1976, Speed apareceu na capa de julho da revista Jet.
Speed também atuou como Noel em Disco Godfather (1979), ao lado de Rudy Ray Moore. Em 1980, Speed publicou o livro Inside Black Hollywood. Em 1997, Speed aceitou um papel coadjuvante no filme Jackie Brown (1997), de Quentin Tarantino, mas desistiu de interpretar por motivos pessoais. Em 2006, Speed interpretou Cookie no filme de terror independente Village Vengeance.

### Vida pessoal e morte
Em seus últimos anos, Speed morava em Atlanta, Geórgia. Durante o filme de The Mack, Speed se envolveu romanticamente com Frank Ward, um cafetão e traficante da Califórnia, cuja vida serviu de inspiração para o filme. Speed teve um filho, que morreu antes dela.
Speed morreu em Muskogee, Oklahoma, em 14 de janeiro de 2022, aos 76 anos, apenas duas semanas depois de interpretar Max Julian, em The Mack.

## Filmes
| Ano  | Título             | Função        | Referência |
| ---- | ------------------ | ------------- | ---------- |
| 1972 | The Big Bird Cage  | Mickie        | [ 15 ]     |
| 1972 | The New Centurions | Martha        | [ 16 ]     |
| 1973 | Savage!            | Amanda        | [ 17 ]     |
| 1973 | The Mack           | Lulu          | [ 11 ]     |
| 1973 | Bummer             | Janyce        |            |
| 1974 | Dynamite Brothers  | Sara          |            |
| 1974 | Black Samson       | Leslie        |            |
| 1974 | Abby               | Abby Williams | [ 11 ]     |
| 1979 | Disco Godfather    | Noel          |            |

## Televisão
| Ano  | Título                        | Papek           | Notas                                                      |
| ---- | ----------------------------- | --------------- | ---------------------------------------------------------- |
| 1970 | Julia                         | Clara Dormin    | Episódio: "Charlie's Chance"                               |
| 1970 | The Psychiatrist              |                 | (não creditada) Episódio: "God Bless the Children (Pilot)" |
| 1971 | Love Hate Love                | secretária      | filme de televisão                                         |
| 1972 | Getting Away from It All      |                 | filme de televisão                                         |
| 1972 | Sanford and Son               | Crystal Simpson | Episódio: "Here Comes the Bride, There Goes the Bride"     |
| 1972 | The Paul Lynde Show           | Laverne         | Episódio: "Paul's Desperate Hour"                          |
| 1973 | Tenafly                       |                 | (sem créditos) Episódio: Piloto                            |
| 1973 | The Girls of Huntington House | Marlene         | filme de televisão                                         |